# Coppa del Mondo di pugilato dilettanti 2005
La Coppa del Mondo di pugilato dilettanti 2005 è stata la 1ª edizione della Coppa del Mondo di pugilato dilettanti organizzata dalla AIBA. L'evento si è svolto dal 12 al 17 luglio 2005 a Mosca, Russia.

## Preliminari

### Gruppo 1
- Cuba
- Romania
- Thailandia

Risultati
Classifica
| Squadra    | Vinte | Perse |
| ---------- | ----- | ----- |
| Cuba       | 2     | 0     |
| Romania    | 1     | 1     |
| Thailandia | 0     | 2     |

### Gruppo 2
- Bielorussia
- Russia
- Stati Uniti

Risultati
Classifica
| Squadra     | Vinte | Perse |
| ----------- | ----- | ----- |
| Russia      | 2     | 0     |
| Bielorussia | 1     | 1     |
| Stati Uniti | 0     | 2     |

### Gruppo 3
- Africa
- Georgia
- Kazakistan

Risultati
Classifica
| Squadra    | Vinte | Perse |
| ---------- | ----- | ----- |
| Kazakistan | 2     | 0     |
| Georgia    | 1     | 1     |
| Africa     | 0     | 2     |

### Gruppo 4
- Azerbaigian
- Corea del Sud
- Ucraina

Risultati
Classifica
| Squadra       | Vinte | Perse |
| ------------- | ----- | ----- |
| Azerbaigian   | 2     | 0     |
| Ucraina       | 1     | 1     |
| Corea del Sud | 0     | 2     |

## Finale
Azerbaigian e Kazakistan condividono il terzo posto.